# Гіпертекст

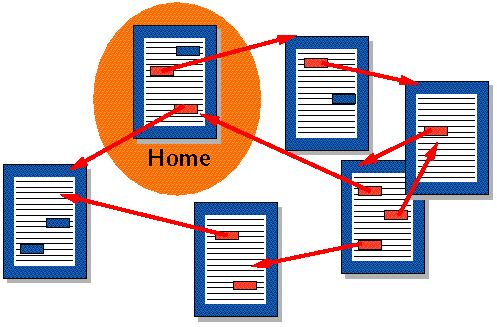
Документи, пов'язані гіперпосиланнями.

Гіперте́кст (англ. Hypertext) — текст для перегляду на комп'ютері, який містить зв'язки з іншими документами («гіперзв'язки» чи «гіперпосилання»); читач має змогу перейти до пов'язаних документів безпосередньо з вихідного (первинного) тексту, активувавши посилання. Найпопулярнішим зразком гіпертексту є World Wide Web, у якому браузер переміщує користувача з одного документу на інший, щойно той «натисне» на гіперпосилання.

## Загальний опис
Німецький дослідник Ш. Мюнц визначає гіпертекст як нелінійний засіб презентації тексту.
Гіпертекст — це така форма організації тексту, при якій його одиниці представлені не в лінійній послідовності, а як система явно вказаних можливих переходів, зв'язків між ними. Слідуючи цим зв'язкам, можна читати матеріал в будь-якому порядку, утворюючи різні лінійні тексти. Найпростіший приклад гіпертексту «доінтернетовської епохи» — це будь-який словник чи енциклопедія, де кожна стаття має посилання до інших статей цього ж словника. У результаті читати такий текст можна по-різному: від однієї статті до іншої, у міру потреби, ігноруючи гіпертекстові посилання; читати статті одну за одною, справляючись із відсиланнями; переходити від одного відсилання до іншого і т. д.
Загальновідомим та яскраво вираженим прикладом сучасного гіпертексту слугують вебсторінки, підготовлені за допомогою HTML (мова розмітки гіпертексту) й розміщені у web-мережі. Відповідно, в комп'ютерній термінології під гіпертекстом розуміється текст, сформований за допомогою мови розмітки, що потенційно містить у собі гіперпосилання. Гіперпосилання дозволяють переходити від вихідного (одного) тексту до безлічі інших текстів, розміщених у web-мережі.

## Історія
Терміни «гіпертекст» та «гіпермедіа» (розширення ідеї гіпертексту, що передбачає взаємні посилання в тексті, аудіо, відео тощо) запроваджено в роботі Теодора Нельсона 1965 року.

## Гіпертекст у різноманітних галузях знань
Поняття гіпертексту має міждисциплінарний характер, гіпертекстові системи стали предметом дослідження у різноманітних галузях знань — технічних, філософських, лінгвістичних, культурологічних та ін., феномен гіпертексту ефективно виявляється у сфері творчої діяльності. Розширюється спектр успішного застосування гіпертекстових систем у багатьох сферах науки, техніки, освіти, економіки. В інформатиці це поняття детерміновано таким визначенням: «принцип організації інформаційних масивів, за яким окремі інформаційні елементи зв'язані між собою асоціативними відношеннями, що забезпечують швидкий пошук необхідної інформації та/або перегляд взаємозв'язаних даних»; у філософії — «заперечення лінійної побудови тексту»; у різноманітних галузях культурології — «в сучасних аудіовізуальних медіа нелінійний характер екранного тексту (оповіді)» (тут текст — будь-яка у загальному семіотичному розумінні інформаційно завершена і впорядкована сукупність знаків, пов'язаних між собою кодифікованою системою їх взаєморозташування (граматикою) та комплексом правил їх інтерпретації (мовою)); у лінгвістиці — «в інформаційно-комп'ютерній прикладній галузі — сіткова формалізована модель репрезентації текстів, вузли якої співвідносяться з різними пакетами текстової інформації». У сучасному мовознавстві поняття гіпертексту не обмежується лише наведеним визначенням. У лінгвостилістиці послуговуються цим терміном на позначення набору текстів, «що містять вузли переходу від одного тексту до іншого і дозволяють вибирати певні відомості для читання або послідовність читання, в такий спосіб формуючи щоразу інший організований у систему лінійний текст». Завдяки технічним засобам візуалізації, зокрема, електронному гіпертексту, що дав змогу чітко позначити вузли переходу з одного текстового рівня на інший, зросла роль мовних одиниць, що формують цей вузол переходу, — їх комунікативна, стилістична вага. Активне послугування електронним гіпертекстом дало змогу формувати нові текстові масиви — із складною текстовою архітектурою, з наявністю різних семіотичних компонентів, із мультилінгвальною структурою, відповідно актуалізувалися нові дисципліни, серед яких стилістика гіпертексту.
Літературознавство визначає «гіпертекст» як текстовий матеріал, організований в такий спосіб, що він перетворюється на «систему текстових одиниць», представлених не в лінійному порядку, а як множинність зв'язків та переходів. Слідуючи за ними, можна утворювати нові лінійні тексти, читати матеріал у будь-якій послідовності. Зрозуміло, що електронний гіпертекст також є гіпертекстом літературним, одначе гіпертексти також траплялися й до появи комп'ютерів.